# Чипе, Исмаил
Исмаи́л Чипе (тур. İsmail Çipe; 5 января 1995 года, Антакья) — турецкий футболист, вратарь клуба «Болуспор».

## Клубная карьера
Исмаил Чипе — воспитанник турецких клубов «Хатайспор» и «Галатасарай». С середины 2016 по середину 2018 год он на правах аренды выступал за различные команды турецкой Второй лиги: «Бугсашспор», «Фатих Карагюмрюк» и «Тузласпор».
10 ноября 2018 года Исмаил Чипе дебютировал в турецкой Суперлиге, выйдя на замену в самой концовке гостевой игры с «Кайсериспором». В августе 2019 года вратарь вновь был отдан в аренду, на этот раз сроком на два года и команде Суперлиги «Кайсериспору».

## Достижения
«Галатасарай»
- Чемпион Турции: 2018/19
- Обладатель Кубка Турции: 2018/19